# Мюллер, Герд (политик)
Герхард (Герд) Мюллер (нем. Gerhard «Gerd» Müller; род. 25 августа 1955, Крумбах) — немецкий политик, член ХСС. С декабря 2013 года входил в состав третьего кабинета федерального канцлера Ангелы Меркель и занимал должность федерального министра экономического сотрудничества и развития.

## Биография
После реальной школы Мюллер получал экономическое образование. Отслужив в армии, по стипендии Фонда Конрада Аденауэра также получил педагогическое образование.
В 1980 году Мюллер начал трудовую деятельность в качестве управляющего профессионального объединения, но вскоре перешёл на работу в министерство экономики Баварии. В 1988 году в Регенсбургском университете защитил диссертацию по теме «Молодёжный союз Баварии и его вклад в политическое образование молодёжи и взрослых». В 2014 году Мюллера обвинили в плагиате, но после соответствующей проверки Регенсбургский университет заявил, что эти подозрения прессы не имеют под собой почвы.

## Политическая деятельность
В 1978—1988 годах Герд Мюллер занимал должность второго бургомистра Крумбаха и советника района Гюнцбург. Мюллер участвовал в Молодёжном союзе, в 1982—1991 годах возглавлял его окружное отделение Швабии, а в 1987—1991 годах — баварское отделение организации. С 1993 года Мюллер занимает должность заместителя председателя окружного отделения ХСС в Швабии.
В 1989—1994 годах Мюллер состоял депутатом Европейского парламента. С 1994 года Герд Мюллер является депутатом бундестага по избирательному округу Кемптен, Линдау и Оберальгой.
17 декабря 2013 года федеральный президент Йоахим Гаук назначил Герда Мюллера федеральным министром экономического сотрудничества и развития в третьем кабинете Ангелы Меркель.